# ألفين لويس (ملاكم)
ألفين لويس (بالإنجليزية: Alvin Lewis)‏ هو ملاكم محترف أمريكي معتزل بدأ مسيرته الاحترافية سنة 1966.

## المسيرة الاحترافية
من نزالاته:
- خسر أمام محمد علي بالضربة الفنية القاضية (1972).
- انتصر على كليفلاند ويليامز بالضربة الفنية القاضية (1970).
- خسر أمام لوتس مارتن (1969).
- خسر أمام لوتس مارتن بالضربة الفنية القاضية (1968).

## إحصائيات
خاض خلال مسيرته 36 نزالا، فاز في 31 ولم يتعادل وخسر في 5. فاز بالضربة القاضية في 19 نزالا.

## روابط خارجية
- ألفين لويس على موقع بوكس ريك (الإنجليزية) (registration required)